# والدکیرشن
شهر والدکیرشن (به آلمانی: Waldkirchen) در ایالت بایرن در کشور آلمان واقع شده‌است.